# روبرتو دینامیتی
روبرتو دینامیتی (به پرتغالی: Carlos Roberto de Oliveira) (زادهٔ ١٣ آوریل ١٩۵۴ - درگذشتهٔ ٨ ژانویهٔ ٢٠٢٣) بازیکن فوتبال در پست مهاجم اهل برزیل بود.

## باشگاهی
روبرتو دینامیتی در تیم‌های فوتبال واسکو دوگاما، بارسلونا، واسکو دوگاما، واسکو دوگاما سابقهٔ حضور دارد.

## تیم ملی
این بازیکن همچنین در سال، ۱۹۷۲ برای، Brazil Olympic team به میدان رفته‌است